# 1407
| 1407               |
| ------------------ |
| Dødsfald - Fødsler |
|                    |

| Gregoriansk kalender | 1407 MCDVII             |
| Ab urbe condita      | 2160                    |
| Armensk kalender     | 856 ԹՎ ՊԾԶ              |
| Kinesiske kalender   | 4103 – 4104 丙戌 – 丁亥 |
| Etiopisk kalender    | 1399 – 1400             |
| Jødisk kalender      | 5167 – 5168             |
| Hindukalendere       |                         |
| - Vikram Samvat      | 1462 – 1463             |
| - Shaka Samvat       | 1329 – 1330             |
| - Kali Yuga          | 4508 – 4509             |
| Iransk kalender      | 785 – 786               |
| Islamisk kalender    | 810 – 811               |

Regent i Danmark: Margrete 1. 1387-1412 og formelt Erik 7. af Pommern 1396-1439
Se også 1407 (tal)

## Født
- 27. august – Ashikaga Yoshikazu, japansk shogun (d. 1425)

## Dødsfald
- 23. april – Olivier de Clisson, fransk soldat (f. 1326)